# Pål Anders Ullevålseter
Pål Anders Ullevålseter (1968. december 7. –) norvég motorversenyző.

## Pályafutása
Pályafutása kezdetén enduro-versenyeken szerepelt; 1998-ban és 2000-ben Európa-bajnokságot nyert.
2002-ben vett részt első alkalommal a Dakar-ralin. Ezt a versenyt abszolút kilencedikként, az amatőrök értékelésében pedig elsőként zárta. A 2004-es Dakaron ötödik lett, majd a 2005-ös viadalon bukott, és sérülései miatt 10 hónapig nem versenyezhetett. 2006 óta rendre az első tíz hely egyikén ért célba. 2010-ben megszerezte első szakaszgyőzelmét, és másodikként végzett Cyril Despres mögött.

## Eredményei
Dakar-rali
| Év   | Motor         | Szakaszgyőzelmek | Helyezés |
| ---- | ------------- | ---------------- | -------- |
| 2002 | ?             | 0                | 9.       |
| 2003 | ?             | 0                | 12.      |
| 2004 | ?             | 0                | 5.       |
| 2005 | ?             | 0                | Kiesett  |
| 2006 | ?             | 0                | 6.       |
| 2007 | KTM 660 Rally | 0                | 4.       |
| 2009 | KTM 690 Rally | 0                | 6.       |
| 2010 | KTM 690 Rally | 1                | 2.       |
| 2011 | KTM 450 Rally | 0                | 6.       |